# Курдина, Мария Игоревна
Курдина Мария Игоревна (род. 10 ноября 1961, Москва) — доктор медицинских наук, профессор.
Основные заболевания, на которых специализируется: псориаз, аллергические и иммунозависимые дерматозы, опухоли кожи, микозы, угри, розацеа, болезнь Лайма.
Применяет высокотехнологичные методы  лечения (экстракорпоральные, биологические) терапии дерматозов, раннее выявление и профилактика злокачественных новообразований кожи, ургентная дерматология, неинвазивная диагностика дерматозов, «малая хирургия», инфекции болезни придатков кожи.

## Карьера
- 1984 — окончила I ММИ им. И. М. Сеченова по специальности «лечебное дело».
- 1984—1986 — обучалась в клинической ординатуре (целевой от 4-го Главного Управления при МЗ СССР) на кафедре кожных и венерических болезней I ММИ им. И. М. Сеченова по курсу "кожные и венерические болезни.
- 1986—1988 — обучалась в аспирантуре I ММИ им. И. М. Сеченова (целевой от 4-го Главного Управления при МЗ СССР).
- 1988 — защитила кандидатскую диссертацию на тему «Эффективность этацизина у больных псориазом с учетом показателем микроциркуляции кожи».
- 1992 — получила звание «Врач первой категории»[нет в источнике]
- 1993 — защитила докторскую диссертацию на тему «Активное выявление злокачественных новообразований кожи».
- 1988—1992 — работала в консультативном отделении ЦКБ в качестве врача дерматовенеролога.
- 1992—1993 — работала старшим ординатором кожного отделения ЦКБ Управления делами Президента России[нет в источнике]
- 1993—2013 — заведующая кожным отделением ЦКБ Управления делами Президента России.[нет в источнике]
- 1995 — получила звание «Врач высшей категории».[нет в источнике]
- 1995 — работает в должности профессора на факультете фундаментальной медицины МГУ им. М. В. Ломоносова, где руководит курсом дерматовенерологии.
- 2002 — присвоено звание профессора по кафедре кожных и венерических болезней.
- 2004 — работает в должности профессора на кафедре «Семейной медицины» в I ММИ им. И. М. Сеченова (сейчас I РГМУ).[источник не указан 2933 дня]
- 2008 — стала членом Американской академии дерматологии.[нет в источнике]
- 2009 — стала членом Европейской Академии дерматологии.[нет в источнике]
- 2013 — назначена заведующей создаваемым дерматологическим отделением ФГБУ «Клиническая больница» Медицинского центра Управления делами Президента РФ[нет в источнике]
- 2014 — назначена Главным дерматологом системы клиник МЕДСИ АФК "Система"[источник не указан 2933 дня]

Имеет около 300 научных трудов.
Под её руководством защищено 9 кандидатских диссертаций и в настоящее время разрабатывается 2 докторских и 2 кандидатских диссертации. За время работы вылечила более 30 тысяч тяжелых дерматовенерологических больных.